# Jenny Stake
Jenny Cecilia Stake, född 3 oktober 1978 i Dalsland, är en svensk målare.
Stake studerade kulturvetarprogrammet med inriktning Konstvetenskap vid Karlstads Universitet och Folkuniversitetets Art College Group för konstnären Bertil Wivhammar. 
Hon har haft separatutställning på bland annat Galleri Täljstenen i Sala, Museet Kvarnen i Filipstad, Galleri Kocks i Stockholm och Galleri Enggården i Arvika, tillsammans med Carina Stejmar och Pär Westling på Galleri Bellange i Stockholm. Hon har medverkat i samlingsutställningar på Galleri Sigvardson i Rödby Danmark, Trollhättans Konsthall, Galleri Almar, Galleri Karlenström i Borås och Konstmässan Art nordic i Göteborg.
Hon tilldelades Folkuniversitetets stipendium 2008.
Bland hennes offentliga uppdrag märks utsmyckning för Karlstad kommun och Vero Mat och Kaffebar i Karlstad.
Hennes konst består uteslutande av målningar i olja ofta med surrealistiska motiv. Hon formgav skivomslaget till Christer Lindéns Svenska sår 2008. .
Stake är representerad i Karlstad kommun.